# Regimentsstück
Als Regimentsstück wurde ein leichtes Feldgeschütz bezeichnet, das im Gefecht die Infanterieverbände begleitete und nicht zur Artillerie gezählt wurde.
Regimentsstücke wurden während des Dreißigjährigen Krieges durch den schwedischen König Gustav Adolf eingeführt, indem er jedem Infanterie-Regiment ständig zwei leichte Geschütze zuordnete. Die Bedienung übernahmen erstmals besonders eingeteilte Soldaten. Dadurch konnte man auf viele Büchsenmeister verzichten. Dies wurde von den anderen europäischen Armeen übernommen. Mit der Aufstellung leichter Artillerie-Batterien in der französischen Armee Napoléons verschwanden auch die Regimentsstücke in den anderen Armeen.
Die Regimentsstücke waren meist 3-Pfünder-Kanonen, selten 6-Pfünder. Sie wurden durch eine Protze im meist zweispännigen Zug, gefahren vom Bock. d. h. der Fahrer saß auf der Protze, beweglich gemacht. Über kurze Strecken im Gefecht konnte es auch im Mannschaftszug bewegt werden.

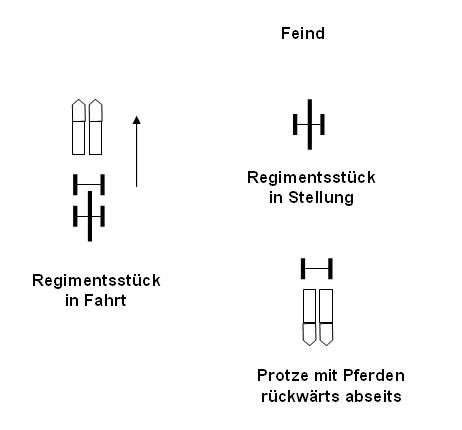
Schematische Darstellung eines Regimentsstücks in Fahrt und in Stellung
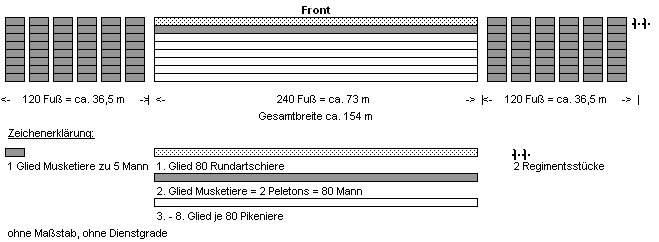
Aufstellung der Regimentsstücke nach Montecuccoli

Siehe auch Leichtes Infanterie-Geschütz 18